# Noabers Badde

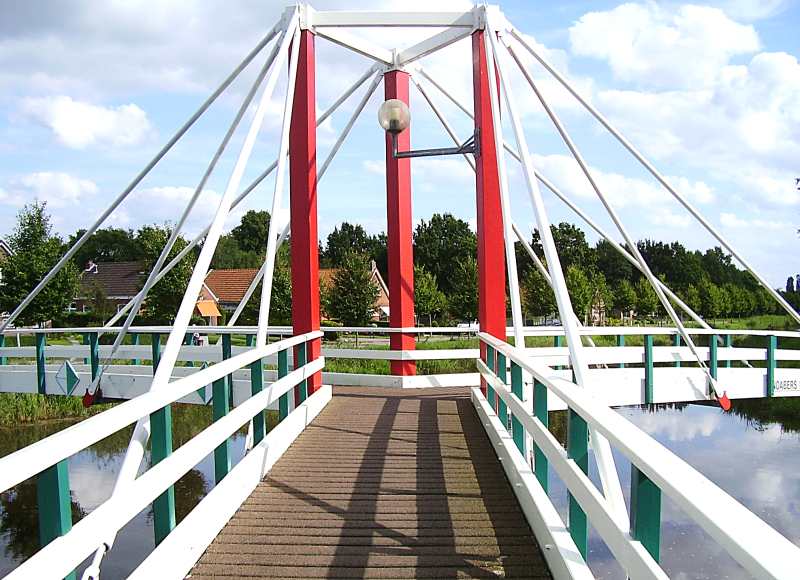
De Noabers Badde

De Noabers Badde (ook: Noabersbadde of Mercedesbrug) is een bijzondere brug in Veelerveen, Westerwolde, Oost-Groningen.
De brug, een driesprong, ontleent zijn naam 'Noabersbadde' aan 'noabers', Gronings voor buren, en 'badde', Gronings voor brug. De analogie is dat de driesprong dus buren met elkaar verbindt en dat doet hij ook, want door een driepunt van kanalen zijn normaal gesproken de inwoners van Veelerveen van elkaar gescheiden door twee kanalen die midden in het dorp samenkomen. De brug zorgt echter voor een verbinding tussen de beide oevers van het Mussel-Aa-kanaal en het Ruiten-Aa-kanaal. De in augustus 1989 voltooide brug wordt ook wel 'Mercedesbrug' genoemd, vanwege zijn stervormige vorm.
Aan de rechterarm van de brug bevindt zich fietsknooppunt 56. Auto's mogen niet op de brug, alleen fietsers en voetgangers zijn toegestaan.